# Афинский политехнический университет
Афинский национальный технический университет (греч. Εθνικό Μετσόβιο Πολυτεχνείο), часто название сокращают до Афинская политехника, или Политехнион (Πολυτεχνείο Αθηνών) — одно из старейших и самых престижных высших учебных заведений Греции. Изначально носил также название «Мецовион», поскольку меценаты, на средства которых был построен и оборудован университет — Георгиос Аверофф, Николаос Стурнарас, Элени и Михаил Тосицас — происходили из Мецовона (ном Янина) в Эпире.

## История
Университет был основан королевским указом от 31 декабря 1836 года (12 января 1837 года) как Королевская школа искусств. Сначала она функционировала как единица в составе училища по подготовке ремесленников, строителей, причем только в выходные и праздничные дни. В 1840 году, благодаря увеличению популярности школы и позитивным изменениям социально-экономических условий в новом государстве, Королевская школа искусств была преобразована в ежедневную техническую школу, работая совместно с воскресной школой. Был расширен круг курсов, а само учебное заведение получило собственное отдельное сооружение в Пирее.
В 1843 году была осуществлена реструктуризация, и на базе школы создали три отделения: Воскресное профессионально-техническое училище, Ежедневное училище и совсем новое подразделение Высшая школа изобразительного искусства. Последнее, впоследствии переименованное в Училище промышленных и изобразительных искусств, стремительно развивалось и впоследствии сформировало базис высшего учебного заведения — института.
В 1873 году институт получил новый студгородок в районе Афин Патисия, возведенный при финансовой поддержке греческих меценатов из Мецово. С тех пор студенты и жители города неофициально называли институт Национальная политехника Мецово. В 1887 году институт был разделен на три факультета технической направленности: строительный, архитектурный и машиностроения.
В 1917 году институт был реорганизован специальным законом Парламента Греции в Высшую школу гражданских инженеров, механиков и электротехников, инженеров-химиков и архитекторов. В 1923 году выпускники школы сформировали основу Технической палаты Греции — профессиональной организации, которая выступала в качестве официального технического консультанта греческого государства и несла ответственность за присуждение профессиональных лицензий для всех практикующих инженеров в Греции.
Наиболее важным событием в жизни Афинской политехники остаются события ноября 1973 года, ставшие первым шагом на пути к свержению в Греции военной диктатуры «чёрных полковников». 14, 15 и 16 ноября 1973 года студенты забаррикадировались в главном корпусе университета, передавая радиопередачи, в которых призывали жителей столицы к восстанию. На вечер 17 ноября режим не мог сдерживать беспорядки, правительство страны отдало приказ военной полиции подавить студенческое восстание. Перед главным корпусом выстроились танки, один из которых сломал главные ворота, после чего начался штурм. Около 28 студентов были убиты в ходе инцидента, восстание в итоге было подавлено, но стабильность режима была подорвана.

## Факультеты
Национальный технический университет в Афинах делится на девять академических факультетов (греч. σχολές), которые в свою очередь делятся на 33 кафедры (греч. τομείς).
- Электротехники и компьютерных наук
- Гражданской инженерии
- Механический
- Архитектурный
- Химический
- Геодезии и землеустройства. Архивировано из оригинала 16 сентября 2010 года.
- Шахтостроения и металлургии
- Военно-морского судостроения
- Прикладной математики и физики

## Кампус университета
- Лаборатория строительства
- Лаборатория работ в гаванях
- Центральный вычислительный центр
- Новый корпус для электротехников